# Palotahomlokzat

I. dinasztia-kori palotahomlokzat rekonstrukciója

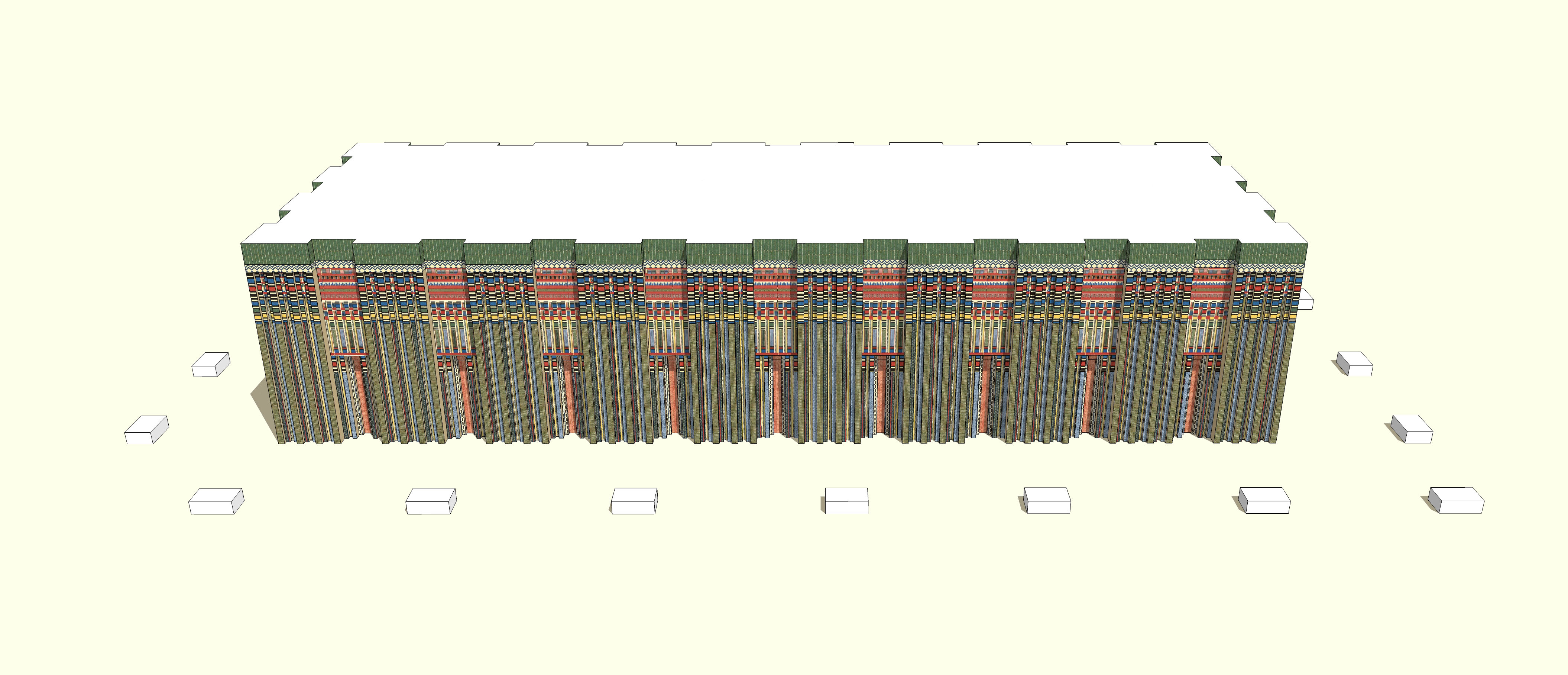
Az S 3503-as sír rekonstrukciója

A palotahomlokzat az ókori egyiptomi művészet egyik jellegzetes díszítési módja, amely a predinasztikus kortól végigkísérte az egyiptomi építészetet és a síkművészetet. A palotahomlokzat díszítés a sík felület mélységi tagolásával kialakított, úgynevezett paneles kiképzése, amely sajátos ritmust adott a felületeknek. Elsősorban falakon alkalmazták, de megjelent szarkofágok oldalán és más sík felületeken is.

## Eredete

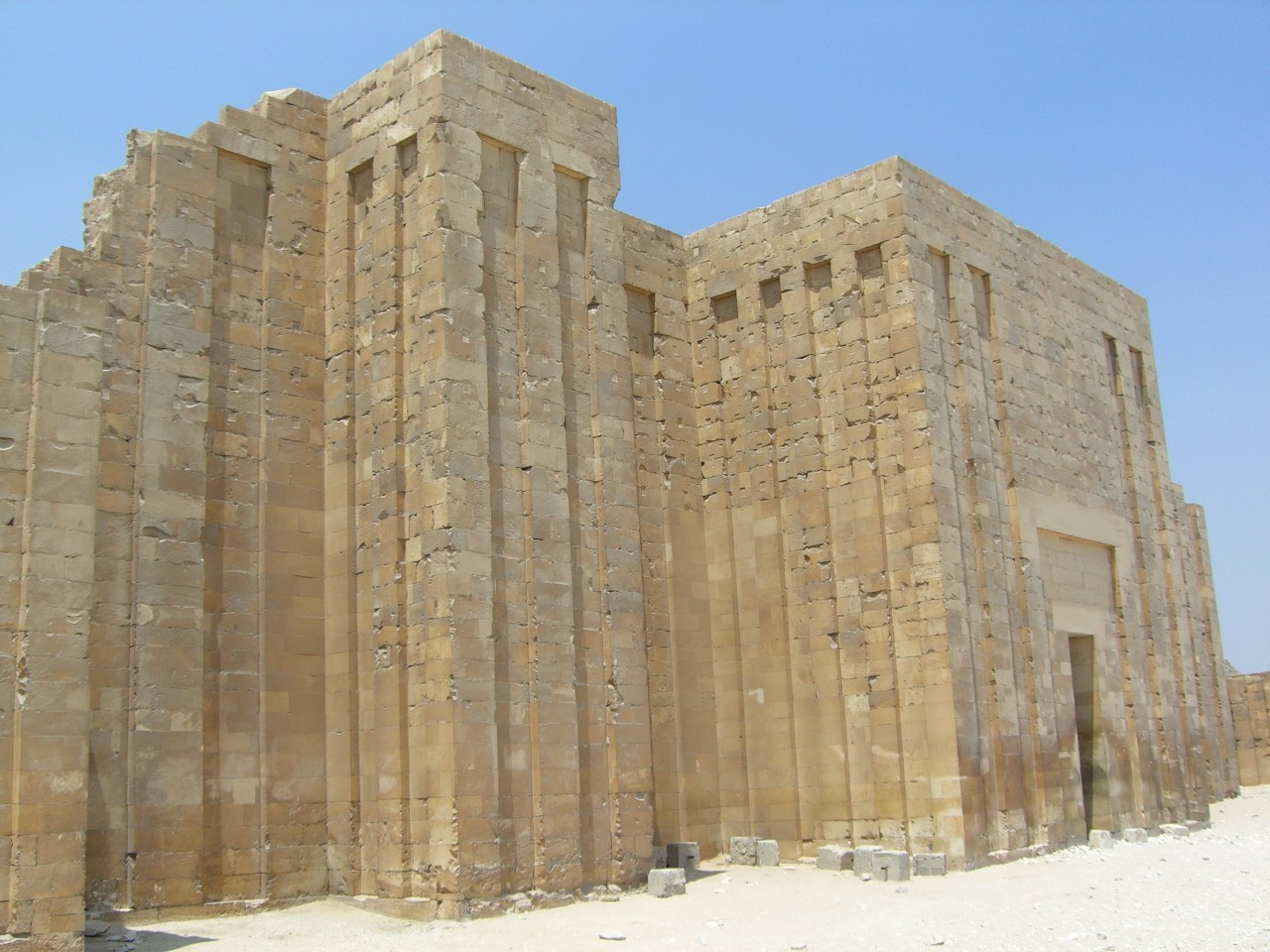
Dzsószer piramiskörzetének palotahomlokzatos fala

A motívum feltehetőleg a predinasztikus kori, megerősített (szent) helyek bástyákkal, tornyokkal és kapukkal tagolt falát idézi. A szúzai és uruki pecséthengerek szembetűnően hasonló motívumai alapján elképzelhető, hogy külső hatásként jelent meg Egyiptomban. Más vélemény szerint a predinasztikus kor veremsírjai mellett facölöpökből és gyékényfonatból készített falú szentély állt, e falszerkezet utánzása révén kerülhetett a vályogtéglából, majd kőből épített kerítésfalakra a motívum. A masztabák vályogfalait eredetileg színesre festették, és minden részletükben a gyékényfonatos kerítésfalat utánozták. Néhány masztabában az illúzió fokozása céljából a kamrákban fából és gyékényből készített belső burkolatot helyeztek el.

## Használata

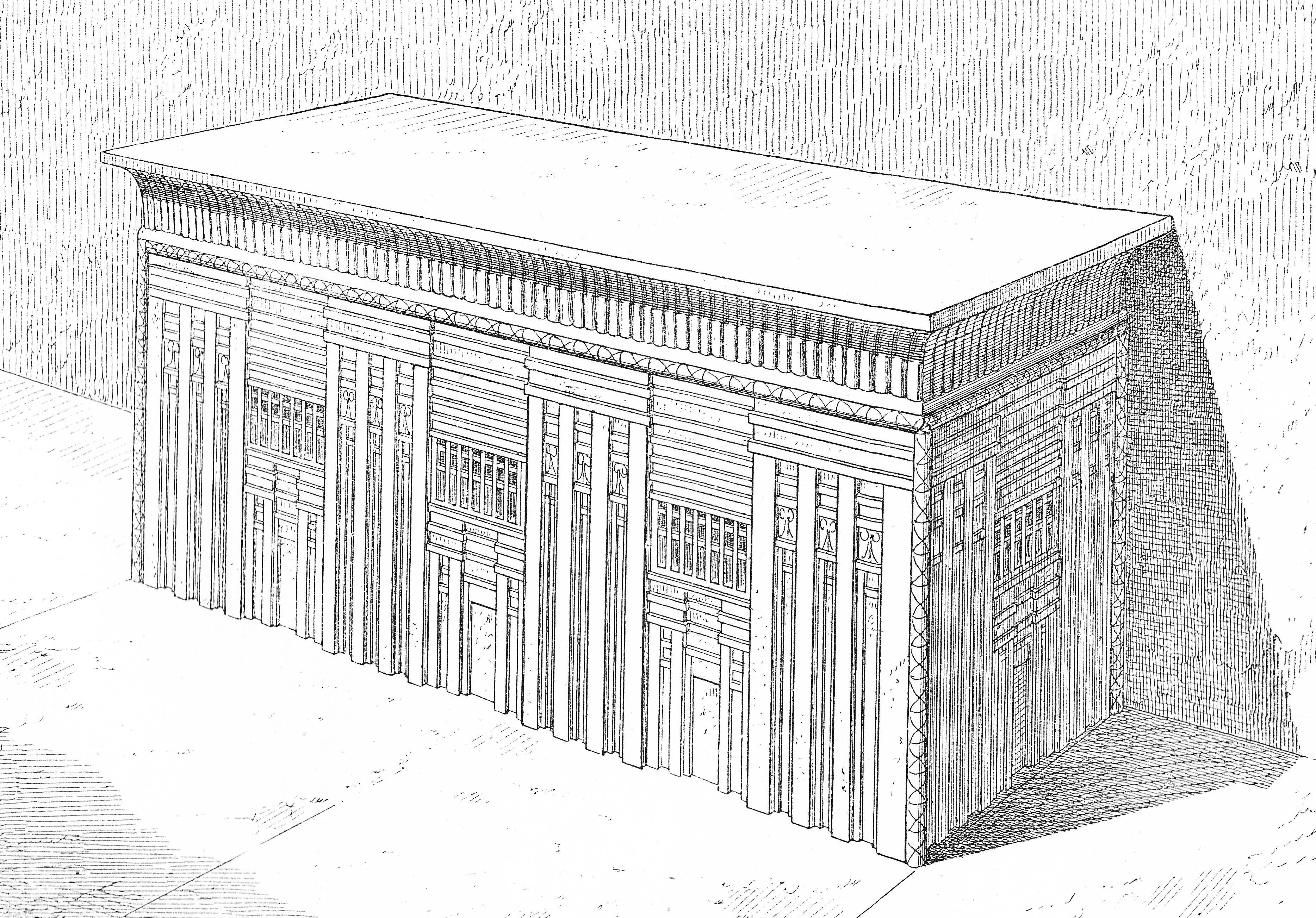
A Menkauré-piramisban talált palotahomlokzat-díszítésű szarkofág rajza

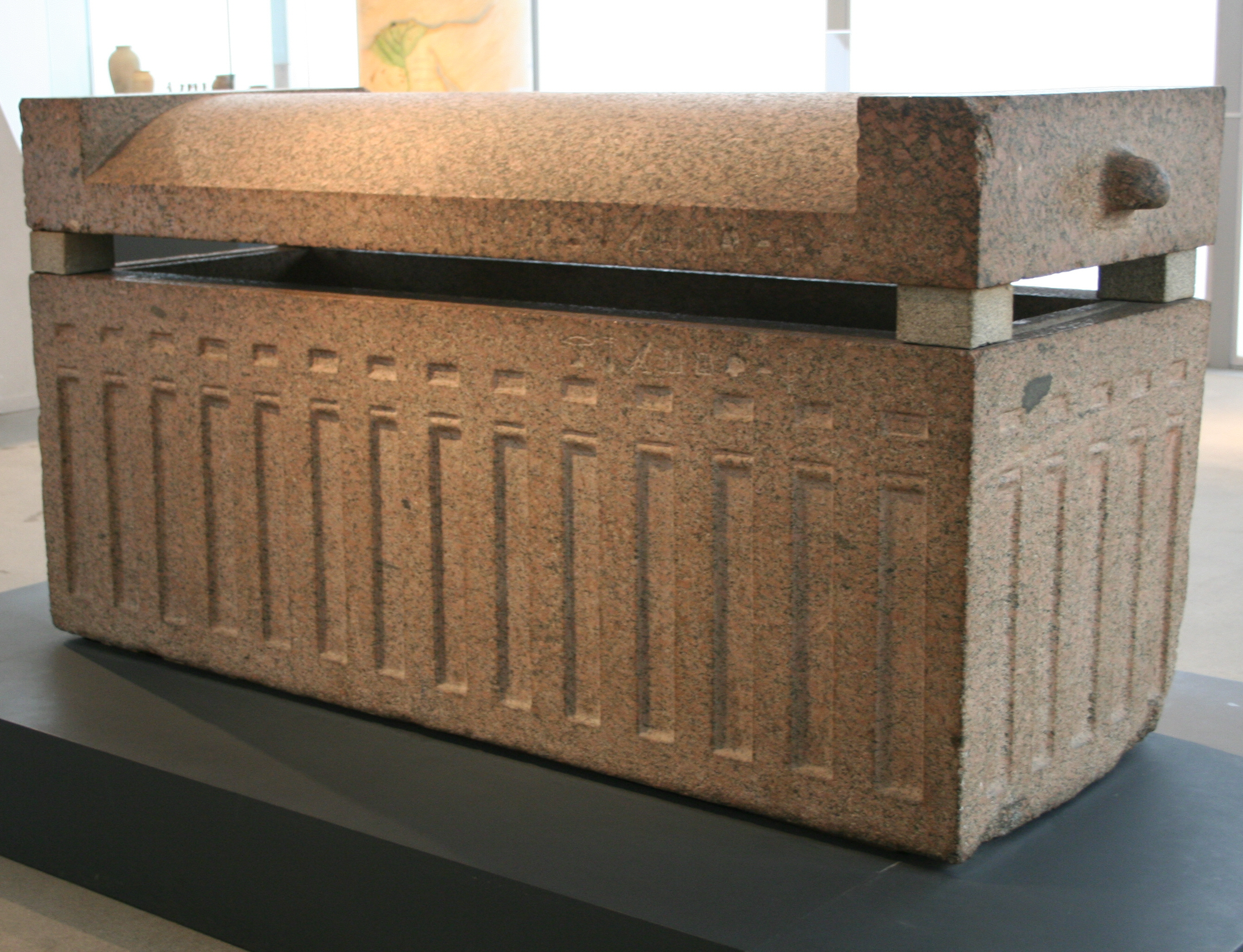
Kaiemnofret szarkofágjának palotahomlokzat-díszítése

A palotahomlokzat díszítés az I. dinasztia masztabáinál jelent meg, amelyet az elhunyt halotti palotájaként fogtak fel. Az abüdoszi és szakkarai síroknál egyaránt megjelenik a palotahomlokzat-díszítés, felhasználási módja azonban különböző a két térségben. Az abüdoszi Peker (ma Umm el-Kaáb) temetőben kevés felszín fölé emelkedő falat építettek, és a sírt nem vették körül kerítésfallal. A szakkarai nekropoliszban az alsó-egyiptomi nemesség temetkezett, és sírjaik oly hatalmasak a felső-egyiptomi királysírokhoz képest, hogy sokáig ezeket tartották a felső-egyiptomi származású királyok valódi sírjainak. Az egyik legelső, itt épített masztabát Herneith királynőhöz kapcsolják: ez a szakkarai S 3507-es sír. Ennél a palotahomlokzat motívum még a masztaba felépítményének oldalfalain látható, a kerítésfal díszítetlen, egyszerű téglafal. A Dzser és Anedzsib idején készült masztabák (például Nebetka sírja) különböző felépítmény-konstrukciókat próbáltak ki, és a palotahomlokzat-motívum átkerült a sírkörzetet lezáró kerítésfalra.
A palotahomlokzat-díszítés eredetileg a teljes halotti körzetet körülvette a kerítésfal díszítéseként. A kultuszterületre az I. dinasztia végén korlátozódott a használata, a II. és a III. dinasztia alatt pedig újra megjelenik a masztaba külső falán is. Az előzőekre példa Hór-Aha nevezetes, bikafejekkel díszített masztabája, a későbbiekre a mejdúmi 17-es masztaba, vagy I. Hentkauesz sokáig piramisnak vélt, gízai kétszintes masztabája.  Az óbirodalom korában, a III. dinasztia idején megjelenő, és Egyiptom fáraókori művészetét végigkísérő álajtók alapmotívuma is a palotahomlokzatot idézi. A IV. dinasztia alatt jelent meg a nagy méretű szarkofágokon a palotahomlokzat, mint fő díszítőmotívum, és használták a szarkofágok befogadására szánt fülkék dekorációjára is. A szarkofág ez idő tájt átvette a halotti palota szakrális szerepét.  A későbbi korokban is megjelent piramis- és templomkörzetek kerítésfalain. Egy érdekes párhuzam a déli mazgúnai piramis kerítésfala, amely nem palotahomlokzat-díszítésű, de némileg arra emlékeztetve, hullámos nyomvonalú.

## További előfordulások
Előfordul ez a díszítés más tárgyakon is, például az eredetileg kozmetikumok kikeverésére használt, később jellegzetes áldozati tárggyá vált palettákon. A Narmer-palettán is megjelenik, ahol az uralkodó nevét foglalja magába. Hasonló funkcióban, igen szépen kidolgozott palotahomlokzat-motívum díszíti Dzset király sírkövét. Az ilyen, királynevet befoglaló alkalmazását később felváltotta a szereh, amin szintén felismerhető a motívum.

## Galéria

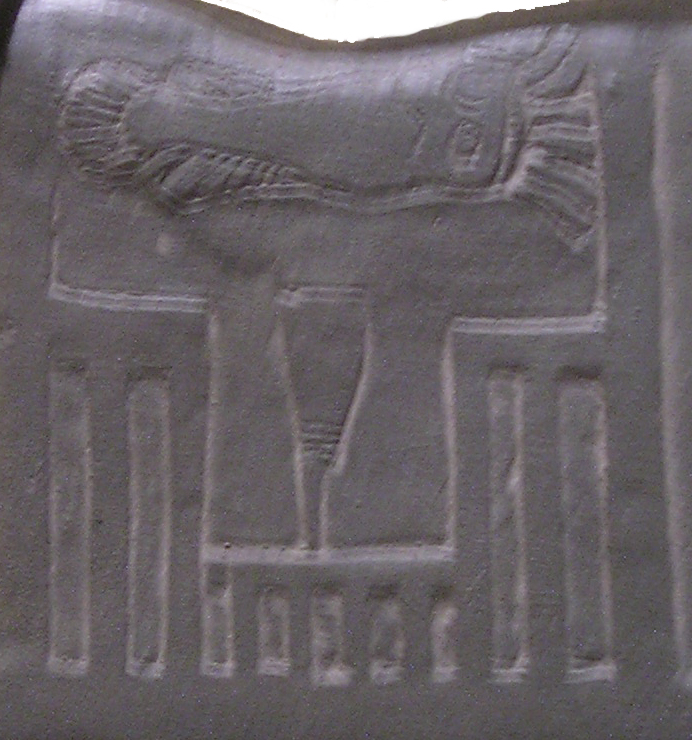
Palotahomlokzat-motívum (kezdetleges szereh) a Narmer-palettán
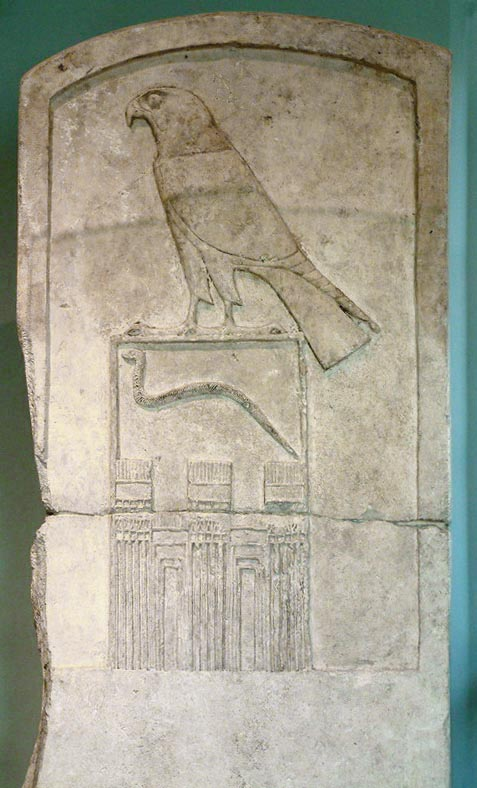
Dzset sztéléje a szerehben részletesen kidolgozott palotahomlokzattal
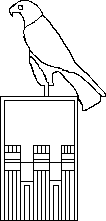
Klasszikus szereh, jól felismerhető palotahomlokzat-motívummal. A névmező üres.
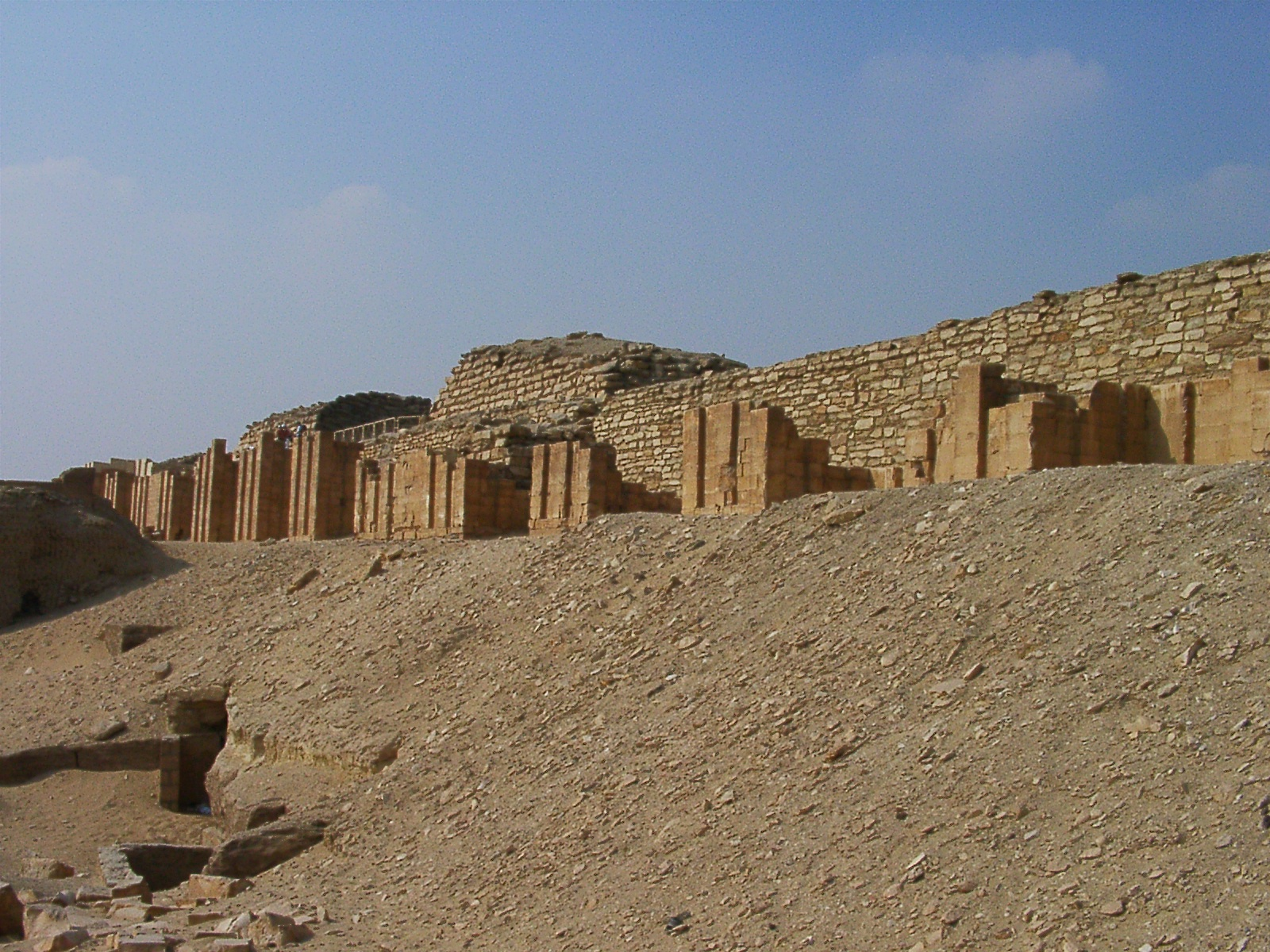
Dzsószer piramiskörzetének déli fala a palotahomlokzat rekonstruált maradványaival
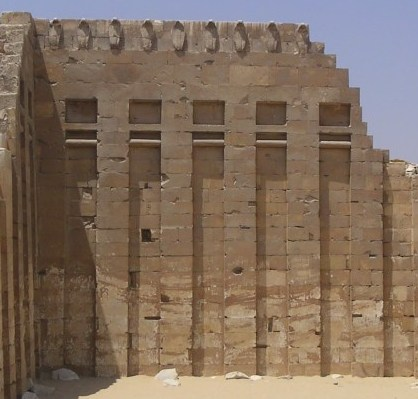
Dzsószer déli sírjának palotahomlokzata a híres kobra-frízzel, Szakkarában
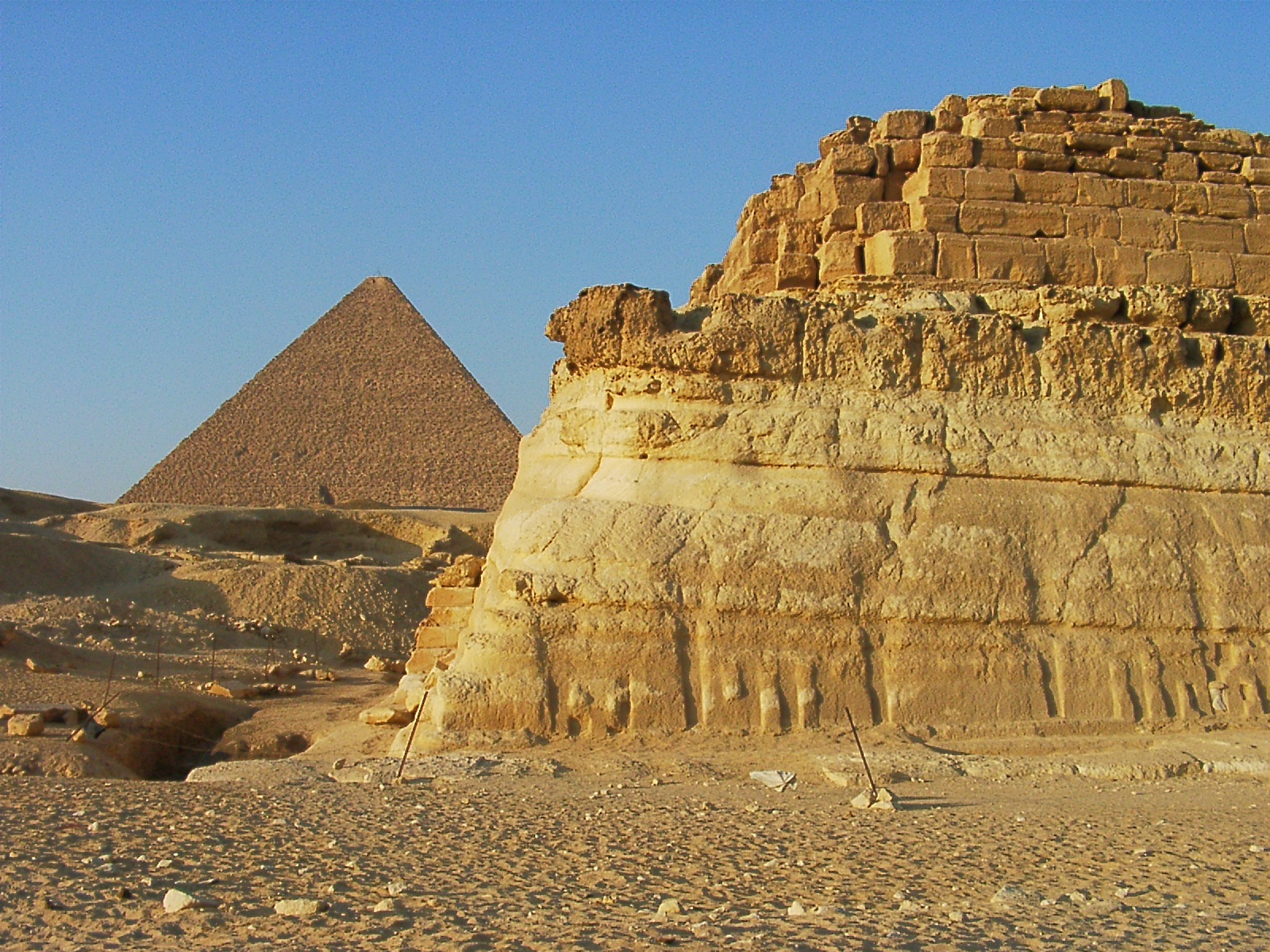
Palotahomlokzat-díszítés maradványai I. Hentkauesz masztabájának déli falán (háttérben a Nagy piramis)
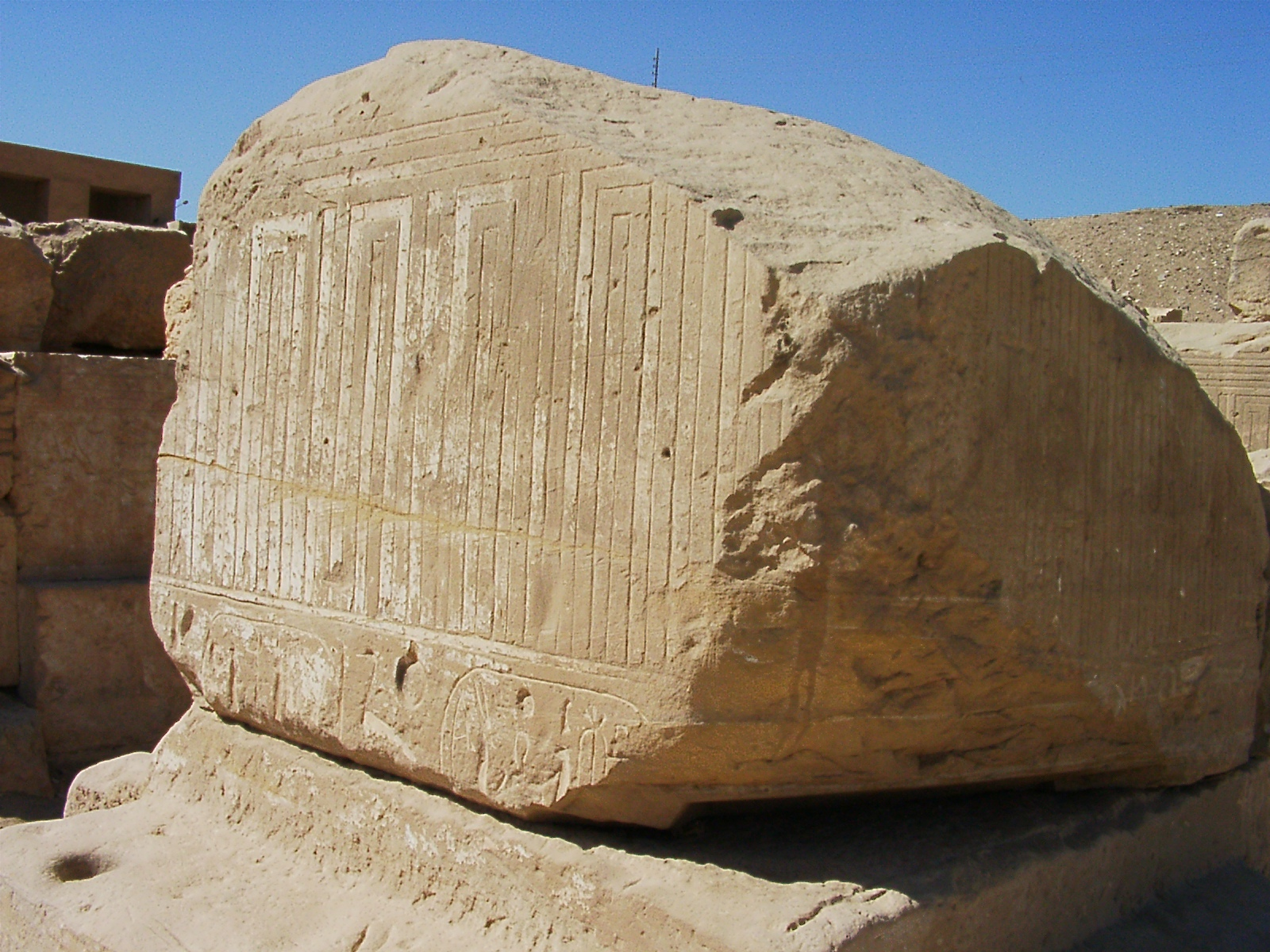
Palotahomlokzatot idéző, paneles faldíszítés I. Széthi abüdoszi templomának perisztüludvaráról
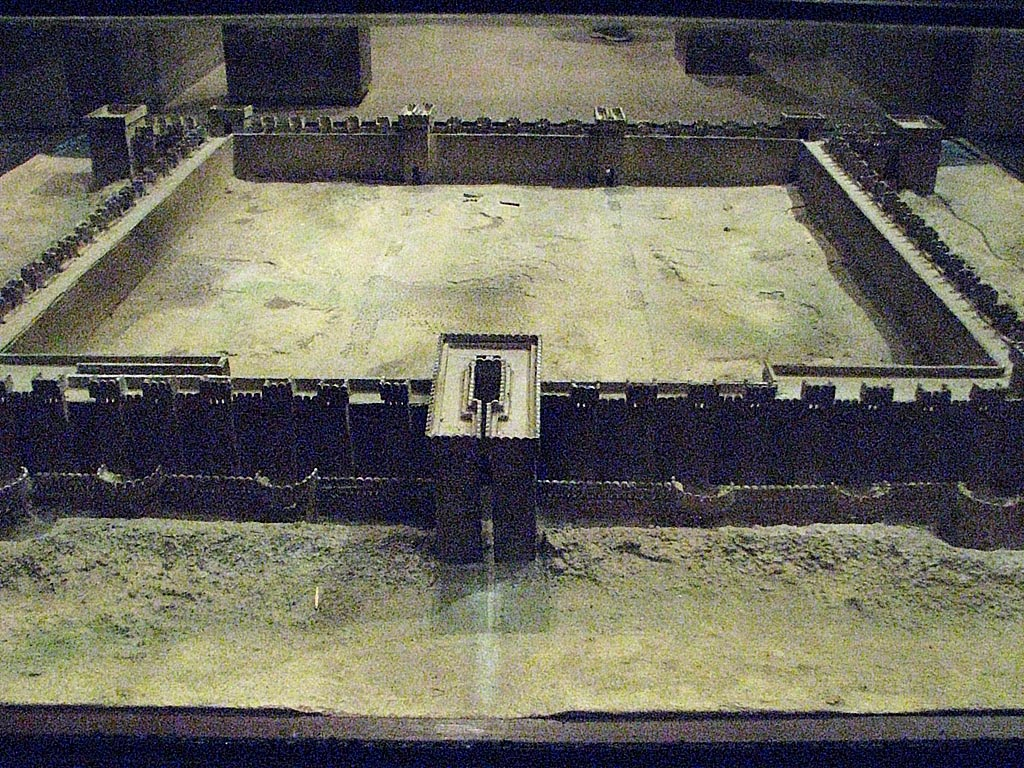
A buheni erőd rekonstrukciós makettje az asszuáni Núbiai Múzeumban. A fal és a bástyák hasonlóak a palotahomlokzat tagolásához.

## Ajánlott irodalom
- Baines, John, Málek, Jaromír. Az ókori Egyiptom atlasza, ford. Udvarhelyi László (magyar nyelven), Budapest: Helikon Kiadó Kft.. 1. kiadás: ISBN 963-208-068-8, 2. kiadás: ISBN 963-208-642-2 [1992] (2000)

- Hawass, Zahi. A fáraók hegyei – A piramisépítők története. Gold Book Kiadó (2007). ISBN 978-963-426-049-3 Fordította Kmilcsik Ágnes
- Wilkinson, Richard H. Az ókori Egyiptom templomai. Pécs: Alexandra (2006). ISBN 963-369-556-2
- szerk.: Shaw, Ian: Az ókori Egyiptom története. Debrecen: Gold Book Kiadó. Fordította: Kmilcsik Ágnes (2004). ISBN 963-425-022-X
- Lehner, Mark. Piramisok nagykönyve. Budapest: Alexandra (1997). ISBN 963-368-463-3
- Siliotti, Alberto. Egyiptomi piramisok. Gabo Kiadó (1998). ISBN 963-8009-55-1